# Anton von Klesheim
Anton von Klesheim (Pétervárad, 1816. február 9. – Baden bei Wien, 1884. július 6.) osztrák báró, író.

## Életútja
Mint népdalénekes lépett fel Pesten és Pozsonyban; ámbár kis termetű és púpos volt, népdalaival tetszést aratott. Osztrák–német tájnyelven írt költeményeit 1846-ban Pesten, azután Bécsben felolvasta; utóbb pedig (Platzer álnév alatt) ki is adta ezeket, melyek a bécsi szójárásban a városi szokásokat népies felfogásban tárgyalták és ezzel nyerte sikereit. Klesheim színházi titkár is volt és írt gyermekszínműveket.

## Munkái
- Steierische Alpenblumen. Wien, 1837
- Der Bettler. Gedischt. Kaschau, 1841
- Schwarzblattl ausm Wienerwald. Wien, 1843–66. Négy kötet. (Több kiadásan)
- Schwarzblattl auf Wanderschaft. Hamburg, 1852
- Das Mailüfterl... 1853. (2. kiadás. Drezda, 1858)
- Frau'nkäferl. Dresden, 1854
- Von der Wartburg, Berlin, 1854